# 石屏会馆
石屏会馆，位于中国云南省昆明市五华区华山街道翠湖以南，中和巷24号，是目前昆明地区保存最完整的会馆建筑，属于省级文物保护单位。

## 历史
石屏会馆始建于清朝康熙年间，民国十年（1921年）当时石屏在昆明的行商者和学生倡议，石屏在昆同乡会发动社会各界人士集谷捐资，由石屏籍的状元袁嘉穀和知名人士张芷江先生组织重建。会馆重建后成为石屏在昆明读书的无住房学生和旅游、行商之人住宿及商贸集会之所。中华人民共和国成立后，石屏会馆先后由昆明市财政局、房管局代管，后经过红河州、石屏县的多方努力，昆明石屏会馆于2002年归还石屏县。

## 现况
石屏会馆现存建筑建筑坐南朝北，占地1660平米，建筑面积约2180平方米。主体建筑为三院二层土木结构传统民居。大门造型独特，正面为砖砌四柱拱顶西式牌楼，背面为单檐三间中式门厅。前院过厅下层明间设石柱券顶门，二楼设美人靠走廊。中院和后院均为三间六耳转角楼合院式建筑。装饰部分工艺精湛，额枋檐板和窗棂隔扇木雕线条流畅，形象生动。
石屏会馆整体建筑以传统民居建构为主，局部融入了西式建筑元素，有鲜明的时代特征，是目前昆明地区保存最为完整的会馆建筑。会馆现为一家同名餐馆经营管理。会馆建筑在2011年公布为昆明市重点文物保护单位。2019年列为云南省重点文物保护单位。